# エスカンシアール

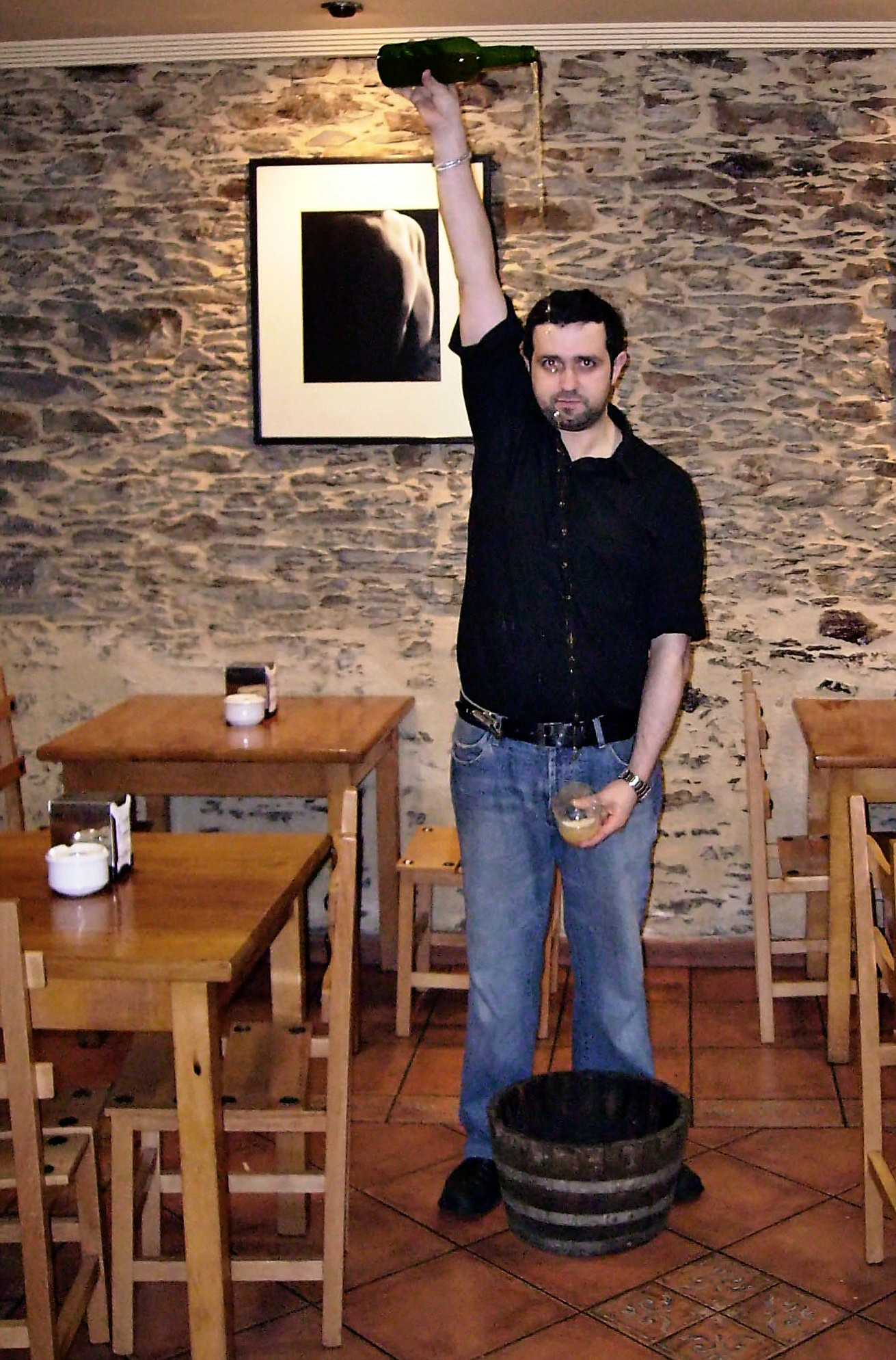
エスカンシアールの実技

エスカンシアール（escanciar）またはエスカンシアード（スペイン語: escanciado）、あるいエスカンシアウ（アストゥリアス語: escanciáu）は、スペインアストゥリアス地方におけるシードラを飲用する際の作法。語源はゴート語に由来すると考えられている。

## 用具・作法
必要なものはシードラの入った瓶とそのシードラを注ぐためのグラスで、このグラスはアストゥリアス・グラスと呼ばれ、口径が9センチメートル、底径が7センチメートル、高さが12センチメートルと決まっている。片手の親指および人差し指でグラスの下のほうを持ち、中指は底面にそえて保持する。この時、手の位置は腰よりも低くかつ身体の中心線にそっておく必要がある。もう一方の手で瓶を持つが、この際側面は親指、人差し指および中指で持ち、小指は底面にそえる。瓶は頭上にまで高く上げ、その位置からグラスにシードラを注ぐ。この落差を発生させる手法によりシードラが空気を含み、泡立ちが強くなる。シードラを受けるグラスは傾けて保持し、グラスの壁面で受け止めるようにする。
注がれた後は飲むわけであるが、この飲み方にも作法がある。泡が残っているうちに一気に飲み干すという見解と、グラスに注がれたうちの半分ほどを飲み、残りは床に捨てるという飲み方が示される。

## エスカンシアドール
上記のように特異な注ぎ方に特徴があるエスカンシアールは熟練を要し、専門に行うエスカンシアドール（escanciador）という職業もあり、注ぎ方のコンテストも開催されている。
エスカンシアドールという名のシードラを注ぐための器具もあり、また、エスカンシアドールという名のシードラそのものも存在する。